# Schmidt Péter (zeneszerző)

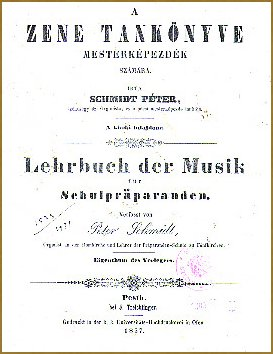
Schmidt Péter: A zene tankönyve

Schmidt Péter (Grábóc, 1799. augusztus 15. – Pécs, 1874. március 28.) magyar orgonista, karnagy, zeneszerző, zenetanár.

## Élete
1815-től segédtanítóként dolgozott Mohácson, majd 1818-tól a pécsi tanítóképzőben Siegvarth Vincénél tanult. 1828-ban zeneszerzést és orgonálni tanult Lickl János Györgytől a pécsi székesegyház orgonistájától. 1861-ben az egyik alapítója volt a Pécsi Dalárdának.

## Szerzeményei
2 magyar mise (férfikarra), 4 latin mise (férfikarra), 80 egyházi ének és mise orgonakísérettel, 3 Miserere, Laudate pueri, 2 himnusz, Veni Sancte, Tantum Ergo, Deutscher Messgesang (vegyeskarra, orgonakísérettel), 4 antifóna, graduale és offertórium (férfikarra), stb., Apollo (1873: Rondo magyar stylben 4 kézre; 1874: Rondo).

## Művei
- A zene tankv-e mesterképezdék számára. Lehrbuch der Musik für Schulpräparanden. Pest, 1857. (ny. Budán, magyar és német címmel és szöveggel)
- Dallamok az ausztriai birodalombeli katholikus magyar tanodák számára írt első és második nyelvgyakorló- és olvasókv-ben foglalt énekekhez. Négyes hangjegyekre tette. 1-2. füzet. Pécs, 1859.
- Dallamok kat. magyar elemi tanodák számára, az első nyelvgyakorló- és olvasókönyvhöz. Pécs, 1861. (Ugyanaz a 2. nyelvgyakorló- és olvasókönyvhöz. Pécs, 1861)
- Egyházi énekek és imák a katholikus tanuló ifjúság használatára. Szauter Antallal. Hangjegyekkel. Pécs, 1862.